# Martin Matošević
Martin Matošević (Nova Gradiška, 8. studenog 1893. – Zagreb, 14. studenog 1967.) je bio hrvatski filmski i kazališni glumac.

## Filmografija

### Filmske uloge
- "H-8" kao seljak (1958.)
- "Jubilej gospodina Ikla" kao policajac (1955.)
- "Kameni horizonti" kao Rude Amerikanac (1953.)
- "Ciguli Miguli" kao šef vatrogasnog društva (1952.)
- "Lisinski" (1944.)
- "Dvorovi u samoći" (1925.)

## Vanjske poveznice
- Martin Matošević u internetskoj bazi filmova IMDb-u (engl.)